# Burgpreppach
Burgpreppach er en købstad (markt) i Landkreis Haßberge i Regierungsbezirk Unterfranken i den tyske delstat Bayern. Den er en del af Verwaltungsgemeinschaft Hofheim in Unterfranken.

## Geografie
Kommunen har ud over Burgpreppach 15 landsbyer og bebyggelser:
| - Bastenmühle - Birkach - Burgpreppach - Eichelhof - Fitzendorf - Gemeinfeld - Hecklesmühle - Hohnhausen | - Ibind - Kreuzmühle - Leuzendorf - Rangenmühle - Schneidmühle - Steinertsmühle - Ueschersdorf |